# Đá Lát
Đá Lát (tiếng Anh: Ladd Reef; tiếng Trung: 日积礁; bính âm: Rìjī jiāo, Hán-Việt: Nhật Tích tiêu) là một rạn san hô thuộc cụm Trường Sa của quần đảo Trường Sa. Đá Lát là đối tượng tranh chấp giữa Việt Nam, Đài Loan và Trung Quốc. Việt Nam kiểm soát đá này từ ngày 5 tháng 2 năm 1988, quy thuộc nó vào thị trấn Trường Sa, huyện Trường Sa, tỉnh Khánh Hòa, đồng thời duy trì một ngọn hải đăng tại đây.

## Tên gọi
Năm 1843, trong chuyến đi biển trên chiếc tàu săn cá voi mang tên Cyrus, thuyền trưởng Richard Spratly ghi nhận hai vùng nguy hiểm đối với tàu bè: rạn san hô được ông đặt tên là Ladd Reef, tức đá Lát, dựa theo họ của thuyền trưởng Ladd trên tàu Austen; hòn đảo gần đó được đặt là Spratly's Sandy Island, tức đảo Trường Sa.
Bản đồ hành chính Việt Nam đều thể hiện danh từ riêng là Lát còn danh từ chung để mô tả thực thể là đá. Về bản chất địa lý, đá Lát không phải là một đảo mà là rạn san hô.

## Địa lý

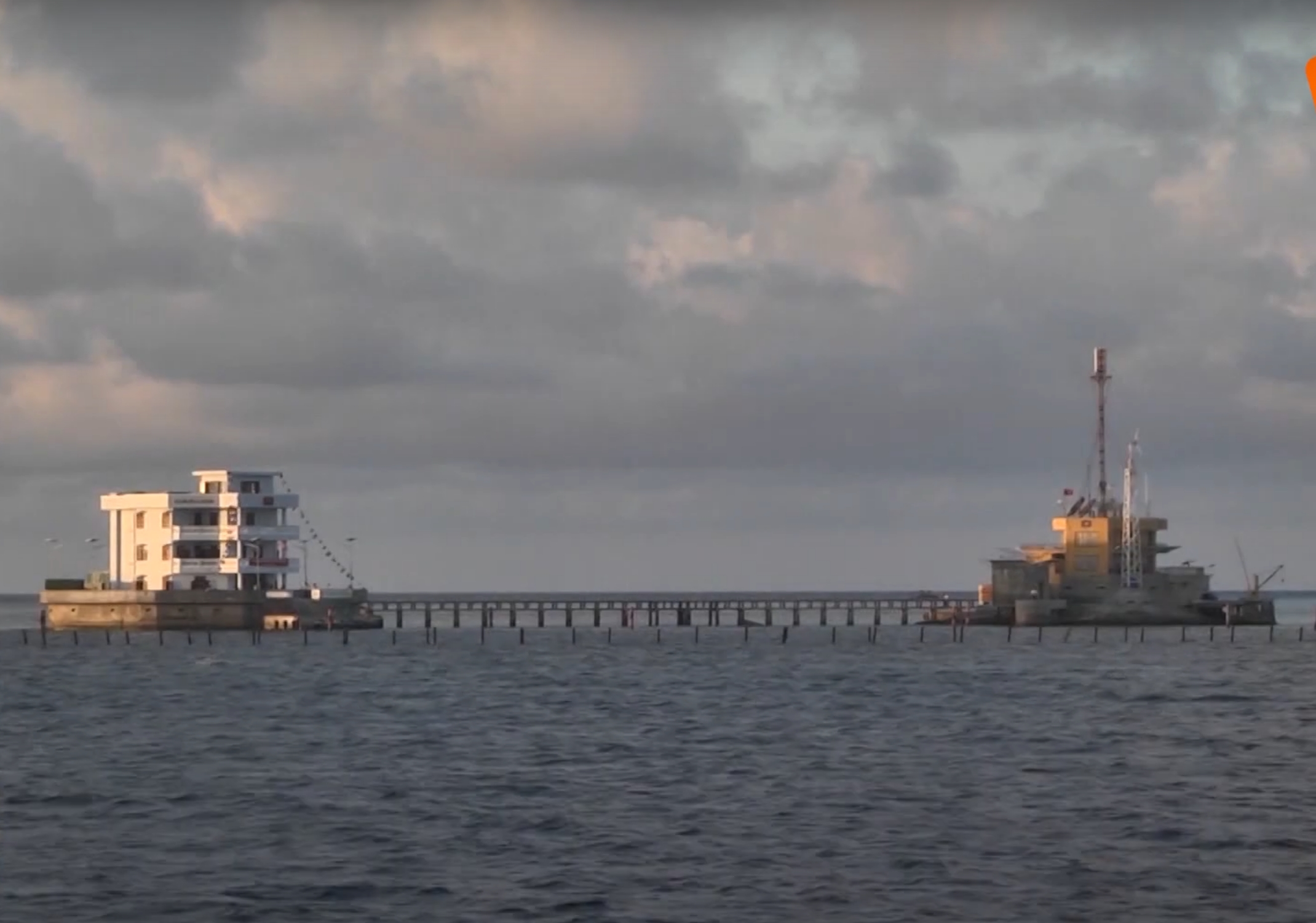
Đảo Đá Lát trước khi được bồi đắp

Trong số các thực thể địa lý do Việt Nam kiểm soát ở Trường Sa, đá Lát là đá nằm xa nhất về phía tây (gần đất liền Việt Nam nhất), cách đảo Trường Sa khoảng 13,3 hải lý (24,6 km) về phía tây.
Rạn san hô đá Lát nằm theo trục đông bắc-tây nam, có chiều dài khoảng 6,4 km, chiều rộng khoảng 1,6 km và diện tích là 9,9 km². Ở giữa rạn san hô này có một vụng biển kín, nhưng Việt Nam đã đào một kênh nước nối từ biển vào năm 2016.

Đá Lát chìm ngập dưới nước khi thủy triều lên, nhưng khi thủy triều xuống thấp thì có nhiều hòn đá riêng lẻ nhô lên khỏi mặt biển.

### Công trình nhân tạo
Có một tổ hợp kiến trúc gọi là Đảo Đá Lát, có tọa độ địa lý ghi trên bia chủ quyền là 8°40′10″B 111°40′23″Đ / 8,66944°B 111,67306°Đ. Tổ hợp này gồm nhà lâu là dùng làm nơi đồn trú của hải quân nối với một nhà văn hóa đa năng (được hoàn thành vào tháng 10 năm 2018).  
Đầu tháng 11 năm 2022, Việt Nam tiến hành bồi đắp và cải tạo điểm Đảo Đá Lát thành một đảo nhân tạo. Tính đến tháng 3 năm 2025, Đảo Đá Lát có diện tích đất bồi đắp của khoảng 55 ha, dài khoảng 2,4 km. 

## Hải đăng
Năm 1994, một hải đăng được Việt Nam xây trên nền san hô cách nơi đồn trú của hải quân 1.100 m về phía tây-tây nam, có kết cấu bằng thép với những lỗ xiên hoa. Chiều cao tháp đèn là 42 m, tầm hiệu lực ban ngày là 15 hải lý còn ban đêm là 18 hải lý.

## Lịch sử

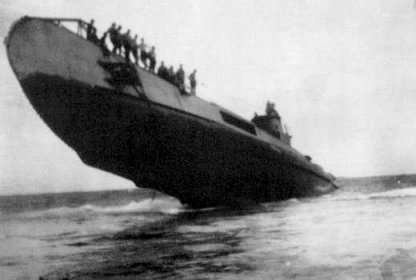
Tàu ngầm O 19 bị mắc cạn tại bãi Đá Lát

Trong Thế Chiến II, trên đường đi sang vịnh Subic, Philippines, tàu ngầm Hà Lan O 19 đã bị mắc cạn tại bãi san hô ngầm này vào ngày 8 tháng 7, 1945. Không thể rút ra khỏi nơi mắc cạn, thủy thủ đoàn của nó được tàu ngầm Hoa Kỳ USS Cod (SS-224) giải cứu; và để ngăn con tàu không bị đối phương chiếm, O 19 bị phá hủy bằng chất nổ, hải pháo và ngư lôi phóng từ USS Cod.
Thực hiện chiến dịch CQ88, 9 giờ 30 phút ngày 5 tháng 2 năm 1988, dưới sự chỉ huy của Đại tá Phạm Công Phán - Lữ đoàn trưởng Lữ đoàn 146 chỉ huy tàu HQ611 và HQ712, hải quân Việt Nam đã đổ bộ lên Đá Lát và triển khai lực lượng công binh làm nhà cao chân trên đảo.
Ngày 20 tháng 2 năm 1988, lực lượng công binh đã xây dựng xong nhà cao chân trên bãi Đá Lát và bàn giao cho lực lượng hải quân bảo vệ đảo.